# Los Mixcos (Guatemala)
Los Mixcos es una aldea del municipio guatemalteco de Palencia, constituyéndose en uno de los núcleos demográficos más grandes de dicho municipio.  
Limita al suroeste con el Cantón Pueblo Nuevo del casco urbano de Palencia y el Río El Viejo; al sur con el río El Teocinte, al este con el Río el Molino y Los Tecomates y al norte con Buena Vista y Pie del Cerro. En su mayoría, los habitantes se dedican al cultivo de maíz y frijol así como guisquil, por ello son conocidos en otros pueblos. Cuenta con un puesto de salud de dos niveles para atender a la población, un edificio para alcaldía auxiliar, un salón de usos múltiples con capacidad para 2.000 personas, un parque y toda la infraestructura básica. 
A la aldea se puede acceder tanto por la ruta Atlántica como por la ruta al Salvador. Abarca un área extensa que incluye los cantones Potrero Grande, Los Limones, Potrerito, Las Joyas, Calle Real, Bordo Chino, Marillanos y Joya Honda y cuenta con una población estimada en septiembre de 2011 de 7693 personas.

## Turismo
Los principales lugares visitables son:
- Río el Teocinte
- Finca de Café
- El Derrumbe
- Parque
- Iglesia Antigua
- Laguna Potrero Grande
- Las minas

## Economía
La economía de la aldea radica en las actividades agrícolas que desempeñan la mayoría de sus habitantes así como en el comercio interno.

## Clima
Su clima es templado debido a la altitud de 1550 metros en la que se encuentra, aunque en la parte más baja puede ser moderadamente cálida y en la parte alta fría especialmente entre noviembre y febrero.

## Infraestructuras
Cuenta con carretera asfaltada tanto entrando por el Atlántico como por carretera al Salvador así como puesto de salud, servicios sanitarios, parque, iglesia, salón de usos múltiples, tres escuelas primarias, un colegio y un instituto básico.

## Deportes
Cuenta con dos ligas bien definidas, siendo estas la de edad limitada que juega los sábados en la cancha del parque central y la liga de fútbol de Los Mixcos, la cual es una de las mejor organizadas en el municipio, contando con la participación de equipos de diferentes comunidades.